# Pustki (Wodzisław Śląski)
Pustki – jedna z części Wodzisławia Śląskiego, dawny przysiółek Wilchw. 
Pustki znajdują się przy charakterystycznym skrzyżowaniu 5 dróg (Mszańskiej, Turskiej, Skrzyszowskiej i Czarnieckiego.). Jest dzielnicą typową na obrzeżach miasta wysuniętą na południowy zachód. Graniczy bezpośrednio z Mszaną oraz Krostoszowicami.
Na obszarze tej dzielnicy siedzibę miało konsorcjum Alpine budujące autostradę A1. Pustki administracyjnie należą do Wodzisławia Śląskiego, dzielnicy Wilchwy.